# إيزابيل ماسيدو
إيزابيل ماسيدو (بالإسبانية: Isabel Macedo) هي عارضة وممثلة أرجنتينية، ولدت في 2 أغسطس 1975 في بوينس آيرس في الأرجنتين.

## وصلات خارجية
- إيزابيل ماسيدو على موقع IMDb (الإنجليزية)
- إيزابيل ماسيدو على موقع أول موفي (الإنجليزية)
- إيزابيل ماسيدو على موقع قاعدة بيانات الفيلم (الإنجليزية)